# Jadwiga Bukowińska

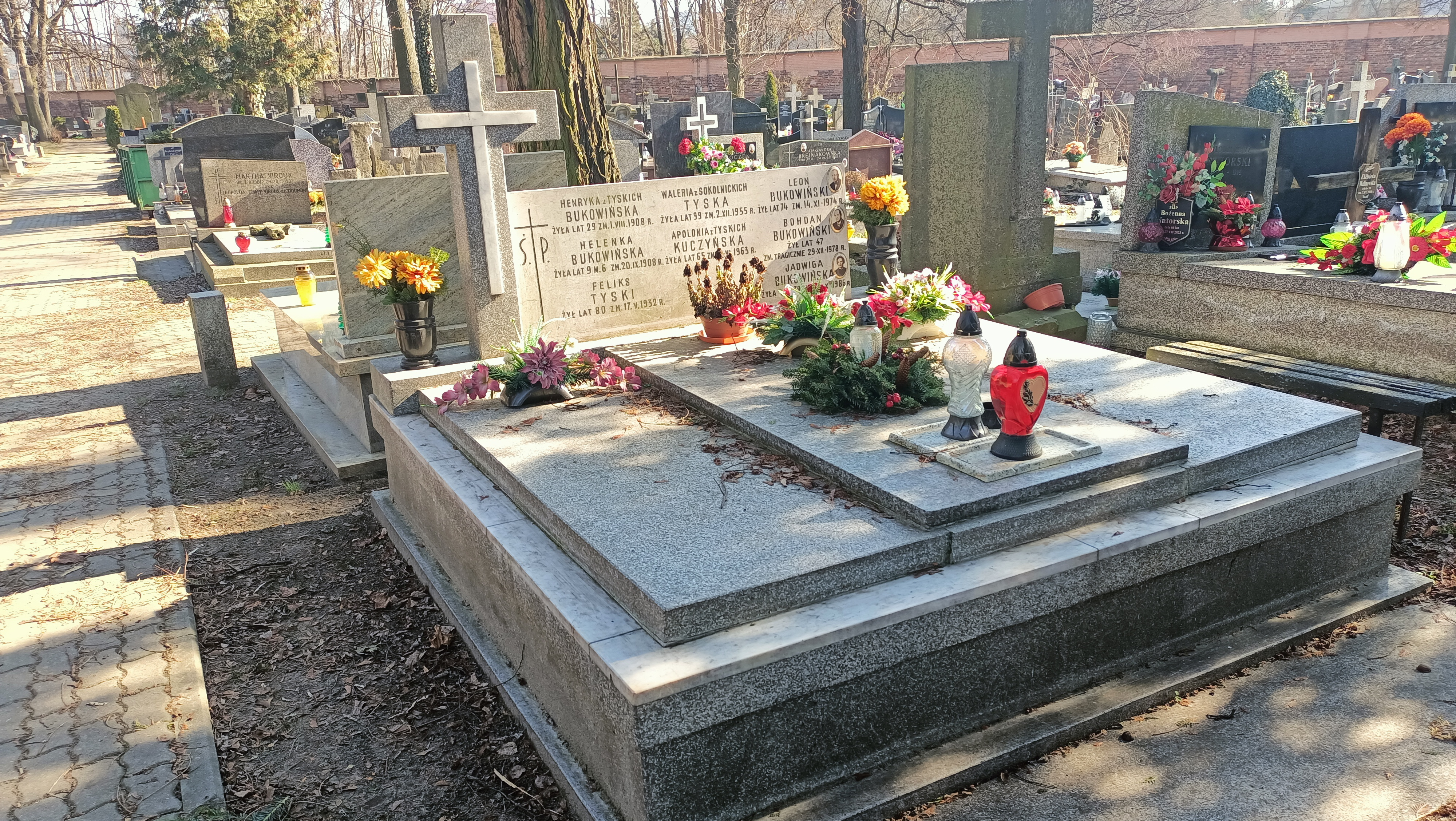
Grób Jadwigi Bukowińskiej na Cmentarzu Bródnowskim w Warszawie

Jadwiga Bukowińska z domu Jaskółowska (ur. 1907 w Warszawie, zm. przed 25 października 1986 tamże) – polska Sprawiedliwa wśród Narodów Świata, która wraz z mężem Leonem Bukowińskim i synami uratowała 22 Żydów podczas okupacji niemieckiej.

## Życiorys
Jadwiga Jaskółowska zawarła związek małżeński z Leonem Bukowińskim, z którym miała później dwóch synów: Bohdana i Tadeusza. Razem z rodziną mieszkała na warszawskim Grochowie do wybuchu II wojny światowej. Dom Bukowińskich został zniszczony przez Niemców jesienią 1939 r. Po powrocie na Grochów do dwóch odnowionych pokoi, Jadwiga wraz z mężem zaczęła pomagać Żydom zbiegłym z getta. Udzielała im schronienia w swoim domu i piwnicy. Oprócz tego organizowała ukrywanym fałszywe dokumenty i szukała możliwych kryjówek u znajomych. Łącznie wraz z mężem udzieliła pomocy 22 Żydom, m.in. czteroosobowej rodzinie Borensztajnów, małżeństwu Berlińskim, rodzinie Rokmanów, Strosbergów i innym. Rodzina Bukowińskich utrzymała kontakt z wieloma ocalonymi przez nich osobami, również odwiedzając ich poza granicami kraju.
W 1963 r. Jadwiga Bukowińska wraz z mężem Leonem zostali odznaczeni medalami Sprawiedliwych wśród Narodów Świata. Na głazie przy parafii Najczystszego Serca Maryi w Warszawie przy ulicy Chłopickiego znajduje się tablica poświęcona pamięci małżeństwa Bukowińskich. Syn Bukowińskich, Tadeusz, został działaczem Polskiego Towarzystwa Sprawiedliwych wśród Narodów Świata. Pochowana na cmentarzu Bródnowskim w Warszawie (kwatera 29I-2-2).